# Guglielmo Giannini
Pour les articles homonymes, voir Giannini.
Guglielmo Giannini (Pouzzoles, 14 octobre 1891 - Rome, 10 octobre 1960) est un journaliste, écrivain, réalisateur, dramaturge, député, homme politique italien, fondateur du mouvement Fronte dell'Uomo Qualunque.

## Biographie
Guglielmo Giannini est né à Pouzzoles, mais grandit à Naples. Issu de la moyenne bourgeoisie, il abandonne rapidement les études pour exercer les métiers les plus divers : maçon, vendeur dans un magasin d'étoffe…  Autodidacte, il aborde le journalisme grâce à des contributions auprès de petites revues satiriques, voyage en Europe et se passionne pour le romanzo giallo (« roman" POLAR" ») et commence à écrire sous cette forme. Parmi ses comédies « jaunes » : L'anonima fratelli Roylot et Il tredicesimo furfante.
Guglielmo Giannini entreprend en autodidacte une carrière journalistique et en 1914 il prend la direction de Avanti! Cinematografico. 
En tant que soldat, il participe à la Guerre italo-turque et à la Première Guerre mondiale au terme de laquelle il se rend à Rome où il entreprend une activité d'écrivain.
Opposé à l'entrée en guerre de l'Italie dans la Seconde Guerre mondiale car il était convaincu que l'issue du conflit ne pouvait être que la défaite.
Pendant le conflit, son fils Marco mourut en 1942. L'essai La folla, écrit en 1945 et publié en 1946 concerne ce fait douloureux.
« Bisogna distruggere « il mito del capo, dell'uomo provvidenziale », che opprime la folla anonima e la manda a morire in guerra solamente per soddisfare le proprie ambizioni »
— Guglielmo Giannini
        
« Il faut détruire « le mythe du chef, de l'homme providentiel » qui opprime la foule anonyme et l'envoie mourir en guerre uniquement pour satisfaire ses propres ambitions »

### Le journaliste et l'écrivain
Principaux écrits
- Parole d'onore (1923),
- Il castello di bronzo (1931),
- La casa stregata (1934),
- Mani in alto (1936),
- Supergiallo (1936),
- Il sole a scacchi (1940),
- La folla (1945)

Guglielmo Giannini a été auteur de chansons populaires comme : Maruska e Rosa di Malaga.

### Le cinéma
En  1943 Giannini se consacre au cinéma en tournant quatre films en une seule année  dont : Grattacieli et 4 ragazze sognano ; tous deux, avec Paolo Stoppa comme protagoniste, furent favorablement accueillis.

### L'Uomo Qualunque

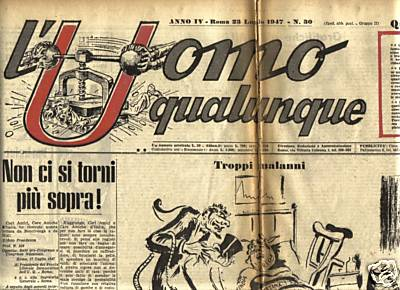
Hebdomadaire L'Uomo qualunque

Le 27 décembre 1944, Guglielmo Giannini crée l'hebdomadaire L'Uomo qualunque (que l'on pourrait traduire librement par « L'Homme de la rue »)  de sensibilité de droite libérale. Le journal est imprimé sur du papier de mauvaise qualité de couleur gris jaune, son prix est de 5 lires à Rome et 6 lires ailleurs. Le succès de cette publication satirique se mesure à la progression de ses tirages : Des 25 000 unités du premier numéro le tirage passe à 850,000 unités en mai 1945. Organe de propagande satirique des idées de Guglielmo Giannini, un courant, puis un parti politique Fronte dell'Uomo Qualunque (UQ) prend vie autour de cet hebdomadaire.
Avec les élections générales du 18 juin 1948 le mouvement se dissout et ses composants rejoignent divers partis de droite.
Le journal continue néanmoins à être édité. Guglielmo Giannini meurt le 13 octobre 1960 et au cours de la même année l'hebdomadaire interrompt sa publication.
L’Uomo Qualunque a donné à la langue italienne le mot « qualunquismo », en français on trouve un terme similaire : Poujadisme

#### La politique

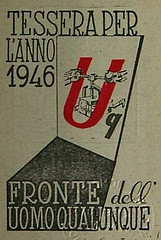
Carte d'adhérent année 1946

À partir du journal L'Uomo qualunque et de ses idées, se forme un courant politique. Aux formations de nuclei qualunquisti succèdent rapidement des bureaux du parti dans toute l'Italie, avec distribution de cartes d'affiliation.
Dans un premier temps, Giannini cherche à diriger cette adhésion populaire sur le Parti libéral italien, mais l'opposition de Benedetto Croce fait échouer le projet.
À la suite de ce refus, Giannini décide de fonder son propre parti Fronte dell'Uomo Qualunque dont le premier congrès se tient à Rome entre le 16 et le 19 février 1946 dans l'amphithéâtre de la cité universitaire.
Il mouvement qui revendique une nouvelle idéologie politique, appelée « qualunquismo », obtient 5,3 % des suffrages aux élections générales italiennes de 1946, obtenant 30 députés à l'Assemblée constituante, dont Giannini.
Le parti obtient son succès au Sud, obtenant les voix des grands propriétaires terriens épouvantés par les révoltes des masses paysannes soutenues par le Parti communiste italien et les anciens fascistes. La naissance du MSI, le renforcement de la Démocratie chrétienne sur des positions conservatrices causera l'écroulement de l'« UQ ».
En 1947 Giannini, après avoir tenté en vain une alliance avec la Démocratie chrétienne et le MSI se rapproche du leader communiste Palmiro Togliatti, qu'il définit en 1945 verme, farabutto e falsario (« ver, crapule, faussaire »). Devant ces contradictions, de nombreux sympathisants, choqués par ce choix lâchent Giannini qui pour sauver la face renonce au pacte avec le PCI pour en conclure un autre avec le Parti libéral italien. Mais la mal est fait : aux élections politiques de 1948 l'alliance UQ-PLI obtient 3,8 % des voix. Peu de temps après les libéraux reprennent leur liberté, suivis par la plupart des élus de l'UQ. Giannini est élu à la Chambre des députés et adhère au Groupe mixte.
L'année suivante, le mouvement de Giannini est dissous. Aux élections de 1953 Giannini se porte candidat sous les couleurs de la Démocratie chrétienne, mais n'est pas élu. Après les élections, Amintore Fanfani forme un gouvernement de centre gauche avec le Parti socialiste démocratique italien et Giannini, opposé à cette entente politique se rapproche d'abord du MSI puis du  Parti national monarchique.

## Œuvres
- La donna perduta. Operetta in tre atti, avec Guglielmo Zorzi, Milan, Sonzogno, 1923.
- Il paese delle donne. Operetta in 3 atti e 4 quadri, Rome, Tip. Luzzatti, 1928.
- I rapaci. Giallissimo in 3 atti, Rome, C.E.S.A., 1935.
- Mimosa. Spettacolo drammatico in 3 atti, Rome, C.E.S.A., 1935.
- Anonima fratelli Roylott. Spettacolo giallo drammatico in 3 atti, Rome, C.E.S.A., 1936.
- Le serate del pretore De Minimis. Romanzo umoristico, Milan, Ceschina, 1941.
- Il miliardo. Commedia in tre atti e quattro quadri, Naples, C. L. E. T., 1942.
- Tempesta. Dramma in due atti e due quadri, Milan, Ancora, 1943.
- Quell'amico dorme sempre, Rome, Studio Edit. Italiano, 1944.
- Autodifesa di Guglielmo Giannini, direttore dell'Uomo qualunque, Rome, Ippocampo, 1945.
- La folla. Seimila anni di lotta contro la tirannide, Rome, Faro, 1945.
- Il ragionier Ventura. Commedia in tre atti, Rome, Faro, 1947.
- Avventura del protagonista. Commedia in 3 atti, Rome, Tip. U. Quintily, 1949.
- La polemica del « muro di ghiaccio » Giannini-Togliatti, Milan, Ceschina, 1951.
- Il pretore De Minimis, Turin, Società Editrice Torinese, 1951.
- Ritorno del re, Turin, Società Editrice Torinese, 1952.
- L'abito nero, Turin, Società Editrice Torinese, 1952.
- L'attesa dell'angelo, Turin, Società Editrice Torinese, 1953.
- L'anonima Roylott, Verone-Milan, Mondadori, 1954.
- Eva in vetrina, Il sole a scacchi, Il tredicesimo furfante, Rome, Casini, 1955.
- Ciao, nonno, Milan, Ceschina, 1957.
- Mani in alto. Commedia in tre atti, Florence, Ed. Libreria Del Teatro, 1957.
- L'angelo nero. Romanzo poliziesco, Milan, Ceschina, 1958.
- Cinque commedie di Guglielmo Giannini, 2 vol., Rome, Arcoscenico, 1961.

## Filmographie

### Comme réalisateur
- 1939 : Duetto vagabondo
- 1943 : Il nemico
- 1943 : Quattro ragazze sognano (it)
- 1943 : Grattacieli

### Comme scénariste
- 1935 : Il serpente a sonagli
- 1936 : Il re Burlone d'Enrico Guazzoni
- 1937 : Fermo con le mani de Gero Zambuto
- 1938 : L'ha fatto una signora de Mario Mattoli
- 1941 : La bocca sulla strada de Roberto Roberti
- 1960 : Lui, lei e il nonno (Idee)